# Slobodan Kačar
Slobodan Kačar (ur. 15 września 1957 w  Jajcach) – jugosłowiański bokser, mistrz olimpijski z 1980, później zawodowy mistrz świata organizacji IBF.
Wystąpił w wadze średniej (do 75 kg) na mistrzostwach Europy w 1977 w Halle. Pokonał Wiesława Niemkiewicza, ale w ćwierćfinale uległ późniejszemu mistrzowi Leonidowi Szaposznikowowi ze Związku Radzieckiego.
Na mistrzostwach świata w 1978 w Belgradzie zdobył brązowy medal w wadze średniej  po pokonaniu w ćwierćfinale Szaposznikowa i porażce w półfinale z José Gómezem z Kuby. Na tych samych mistrzostwach jego starszy brat Tadija wywalczył srebrny medal w wadze półciężkiej (do 81 kg). Slobodan Kačar zwyciężył w wadze półciężkiej na igrzyskach śródziemnomorskich w 1979 w Splicie (na tych samych igrzyskach Tadija Kačar wygrał w wadze średniej).
Na igrzyskach olimpijskich w 1980 w Moskwie Slobodan Kačar zdobył złoty medal w wadze półciężkiej. Wygrał cztery walki, w tym z Dawitem Kwaczadze z ZSRR w ćwierćfinale, Herbertem Bauchem z NRD w półfinale i z Pawłem Skrzeczem w finale.
Był mistrzem Jugosławii w wadze średniej w 1977 i 1978 oraz w wadze półciężkiej w 1980, a także wicemistrzem  w wadze półśredniej (do 67 kg) w 1975.
W 1983 przeszedł na zawodowstwo. Wygrał pierwszych 20 walk i 21 grudnia 1985 w Pesaro zmierzył się z Eddiem Mustafą Muhammadem w pojedynku o pas mistrza świata organizacji IBF w kategorii półciężkiej, wakujący po rezygnacji z niego przez Michaela Spinksa. Kačar wygrał niejednogłośnie na punkty i został nowym mistrzem świata. Stracił ten tytuł w pierwszej obronie 6 września 1986 w Las Vegas, gdy Bobby Czyz pokonał go przez techniczny nokaut w 5. rundzie. Była to pierwsza porażka Kačara na zawodowym ringu. Później stoczył jeszcze jedną wygraną i jedną przegraną walkę i w 1987 zakończył karierę.
Jest bratem Tadiji Kačara, wicemistrza olimpijskiego w boksie z 1976 oraz wujem Gojko Kačara, serbskiego piłkarza.